# Сташа Радуловић
Сташа Радуловић је позоришна и телевизијска глумица.
Након одрастања и школовања у родној Подгорици, Сташа Радуловић је студије глуме завршила у Лондону. По њиховом окончању преселила се у Београд, где је своје прве улоге остварила на даскама Позоришта Славија. Први телевизијски пројекат у ком је учествовала била је серија Будва на пјену од мора. Појавила се и у неколико епизода серијала Први сервис, као и у хумористичкој серији Државни посао. У подели треће сезоне теленовеле Игра судбине добила је улогу Гале Ждрал.

## Улоге

### Позоришне представе
| Наслов                     | Улога                                   | Редитељ               | Позориште         | Премијера          |
| -------------------------- | --------------------------------------- | --------------------- | ----------------- | ------------------ |
| Ко се боји Вирџиније Вулф? | Хани (премијерно играла Мина Лазаревић) | Дејан Волф            | Позориште Славија | 2. јул 2006.       |
| Кирија                     | Старија ћерка                           | Радослав Златан Дорић | Позориште Славија | 31. октобар 2009.  |
| Цимери                     | Елена                                   | Раде Вукотић          | Позориште Славија | 21. март 2010.     |
| Ради ми свашта             |                                         | Владимир Лазић        | Позориште Славија | 23. октобар 2010.  |
| Правац Европа              |                                         | Велимир Митровић      | Позориште Славија | 19. новембар 2013. |
| Љубавници                  |                                         | Раде Вукотић          | Позориште Славија | 7. март 2014.      |
| Господин посланик          |                                         | Раде Вукотић          | Театар Вук        | 28. јануар 2016.   |
| Жена без срца              | Жена без срца                           | Славенко Салетовић    | Позориште Славија | 16. фебруар 2017.  |

### Филмографија
| Год.        | Назив                           | Улога            |
| ----------- | ------------------------------- | ---------------- |
| 2010-е▲     |                                 |                  |
| 2012—2014.  | Будва на пјену од мора (серија) | Наташа           |
| 2015.       | Андрија и Анђелка (серија)      | Кристина         |
| 2015.       | Комшије (серија)                | Ингрид           |
| 2016—2021.  | Први сервис (серија)            | Софија           |
| 2020-е▲     |                                 |                  |
| 2021.       | Државни посао (серија)          | Јулкица Куцурски |
| 2022—у току | Игра судбине (серија)           | Гала Ждрал       |